# جزیره اسکات
جزیره اسکات (انگلیسی: Scott Island) جزیره‌ای غیرمسکونی با منشأ آتشفشانی در دریای راس واقع در اقیانوس جنوبگان است که در ۵۵۰ کیلومتری شمال شرقی دماغه ادر در انتهای شمال شرقی سرزمین ویکتوریا در جنوبگان قرار دارد. این جزیره در راستای شمالی- جنوبی ۵۶۵ متر طول دارد و عرض آن بین ۱۳۰ تا ۳۴۰ متر است. بیشترین ارتفاع این جزیره ۵۴ متر از سطح دریا است و مساحتی در حدود ۴ هکتار را می‌پوشاند.
جزیره اسکات بخشی از سرزمین راس است که مورد ادعای نیوزیلند است.